# Петър Волгин
Петър Петров Волгин е български журналист, писател и политик. От юни 2024 г. е български евродепутат от политическа партия Възраждане.

## Биография

### Ранни години и образование
Рожденото му име е Петър Петров Георгиев. Променя фамилията си на Волгин, по името на рода на баща му, който е с руско потекло. Роден е в София на 28 септември 1969 г. Баща му Петър Николов Георгиев Волгин е последователно говорител в Българското радио, драматург в няколко театъра и служител в рекламния отдел на радиотo, като има и няколко издадени стихосбирки. Майка му Галина Лилова Банчева е строителен инженер.
Като дете Петър Волгин участва в Детската театрална студия на Двореца на пионерите, а едва 10 годишен печели конкурс за изпълнител на детски роли в радиопиесите на БНР. Основното си образование завършва в 32 Единно средно политехническо училище с преподаване на руски език „Климент Охридски“ в София. След това е приет в Националната гимназия за древни езици и култури „Константин Кирил Философ“, където се дипломира през 1988 г. В периода 1988 – 1990 г. отбива задължителната си военна служба.
В периода 1990 – 1995 г. учи българска филология в Софийския университет; дипломната му работа е посветена на руския литературен авангард през 20-те години на ХХ век.

### Журналистическа кариера
През 1992 – 1993 г. Петър Волгин работи като репортер в Канал 1 на БНТ. Година по-късно започва работа в програма „Хоризонт“ на Българско национално радио. Най-напред е репортер, а после водещ на обедното предаване „12+3“ и на новинарските емисии на програма „Хоризонт“. 
Първото му авторско предаване е „Без контрол“, което започва да се излъчва на 1 април 1998 г. в ефира на БНР. В предаването се обсъждат провокативни за времето си теми – както творчеството на Фридрих Ницше, Владимир Набоков, Херберт Маркузе, Пиер Паоло Пазолини, така и теми като нетрадиционните сексуални практики, наркотиците, проституцията, евтаназията. „Без контрол“ бързо набира популярност, спечелва си много почитатели, но и критици. Тогавашният медиен регулатор, Националният съвет за радио и телевизия, настоява БНР да спре предаването, но ръководството на радиото отказва. Волгин твърди, че „Без контрол“ е „интелектуална провокация към хората, които обичат да си задават въпроси“, че е „карнавално“ предаване в смисъла, вложен в това понятие от Михаил Бахтин.
В началото на 2001 г. Петър Волгин заедно с други свои колеги започва протестни действия срещу намесата на правителството на СДС при избора на нов генерален директор на БНР. На 19 март 2001 г. той и Лили Маринкова са уволнени от радиото. Следват още уволнения на протестиращи журналисти. Няколко месеца по-късно новото ръководство на БНР ги възстановява на работа, а Петър Волгин започва новото си авторско предаване „Дим над водата“. Освен като водещ на „Дим над водата“ и „12+3“ той е и продуцент на следобедните предавания по програма „Хоризонт“. 
През 2005 г. Петър Волгин започва работа в телевизия TV7. Първоначално има рубрика в сутрешния блок на телевизията, където прави авторски коментари по актуални политически теми, включва зрители директно в ефир, а двамата с редактора Божан Петров правят ироничен преглед на печата. По-късно започва да води ежедневното политическо предаване „Вярно с оригинала“, което се излъчва в продължение на четири години. Запазената марка на тандема Волгин – Петров продължава и тук – авторски коментар на водещия, сатирично представяне на новините, включване на зрители, дискусия с гости по актуалните политически събития. През 2009 г. Волгин стартира новото си авторско радиопредеване „Деконструкция“, което се излъчва всяка събота между 12:00 и 14:00 часа в ефира на БНР от 2009 г. до 21 декември 2015 г. На 21 декември 2015 г. Управителният съвет на БНР обявява, че преустановява предаването заради многобройни нарушения на Закона за радио и телевизия, както и заради акт за административно нарушение, наложен на БНР от Съвета за електронни медии (СЕМ) от 17 декември. Стотици хора протестират пред сградата на радиото с желание предаването да бъде възобновено. Съюзът на българските журналисти излиза със специална декларация, в която определя спирането на „Деконструкция“ като „страх от истината и безсилие да я отстоиш пред силните на деня“. В специално обръщение на интелектуалци, журналисти и общественици се казва: „Ръката на властта, облечена в регулаторската ръкавица на СЕМ, посегна, за да удуши и последната искрица на свободното слово в медиите. Забраната на предаването „Деконструкция“ е още едно доказателство, че в ход е груба атака срещу онези българи, които не се примиряват с унизителното чуждопоклонство и лъжи на официозните медии, не приемат удобните и стерилни обяснения на евроатлантическита клишета“. Сред подписалите се са Анжел Вагенщайн, проф. Иван Маразов, проф. Иво Христов, Боян Чуков, Велислава Дърева, Иван Гранитски, Георги Йорданов. 
След спирането на „Деконструкция“ Волгин става част от редакторския колектив на „12+3“. В началото на 2014 г. създатели на това предаване излизат с позиция, осъждаща изявите на Волгин. В отворено писмо журналистите Йордан Лозанов и Георги Папакочев заявяват, че се срамуват от това, че „напълно основателно повече от половин година протестиращите срещу правителството на антиевропейската, русофилска олигархия освиркват шумно и с нескрито презрение името на шефа и един от водещите на предаването – Петър Волгин“. Според тях изявите на Волгин сриват авторитета на предаването.
От октомври 2020 г. Волгин е водещ на ново авторско предаване по БНР – „Политически НЕкоректно“, в което му партнира като водеща журналистката Силвия Великова.
В периода 2021-2022 г. Петър Волгин е водещ на политическото предаване „Демокрацията“ по ТВ1 заедно със Силвия Великова и Марио Гаврилов. 
От 1998 г. Петър Волгин публикува коментари по вътрешно и външнополитически теми в редица вестници, списания и електронни сайтове - „24 часа“, „168 часа“ „Труд“, „Сега“, „Стандарт“, „Новинар“, „Земя“ „Преса“, „Клуб М“, „Тема“, „L’Europeo”, “A-specto”, „Offnews”. 
След като са уволнени от БНР в края на управлението на Иван Костов през 2001 г., Петър Волгин и неговият колега Божан Петров започват да правят ежеседмична страница „Без контрол“ във вестник „24 часа“. В периода 2004 - 2008 г. двамата правят всяка седмица страницата „Дим под водата“ във вестник „Новинар“. Между 2019 и 2024 г. Петър Волгин има рубрика за политически коментари във в-к „Ретро“. 
През 1999-2006 г. Петър Волгин е редактор и автор в първото месечно мъжко списание в България след 1989 г. „Клуб М“. Там интервюира популярни личности от сферата на политиката, културата, медиите, коментира актуалните политически събития и обществени процеси, прави репортажи.
Петър Волгин участва в създаването на списание „L’Europeo” и е постоянен автор там в периода 2008-2010 г., когато главен редактор е Калина Андролова. Двамата създават и списание „A-specto”, където Волгин е редактор и автор през цялото време на съществуването на изданието /2014 -2018 г./
През 2024 г. Волгин започва да записва и излъчва подкаст в YouTube, който се казва „Абсолютно свободно с Петър Волгин“.

### Противоречия
Волгин е известен с проруските си позиции, които предизвикват обществени скандали, като в 2022 година дори се стига до искане на оставката му и обществена реакция срещу разпространяваната от него дезинформация. Разпространяването на дезинформация води до вътрешен мониторинг от страна на БНР на предаванията, на които Волгин е водещ. На 10 април 2022 оперната певица Александрина Пендачанска подава оставка от обществения съвет на БНР, заради злоупотребите с дезинформация на Волгин в националния ефир.
На 20 март 2023 г. Съветът за електронни медии публикува доклад във връзка с извършения от медийния регулатор мониторинг на предаването „Политически НЕкоректно“ за осемте издания, разпространени между 05.11.2022 г. и 29.01.2023 г. за спазването на принципите в чл. 6, чл. 8, чл. 10, чл. 11 и чл. 17 от Закона за радиото и телевизията. Наблюдението е извършено по предложение на журналистката и член на СЕМ Пролет Велкова. В наблюдавания период СЕМ обработва 11 писма, които съдържат сигнали относно поведението на водещия Петър Волгин в ефир, свободата на словото и коментарите в предаването, твърдения за излъчване на дезинформация и пропаганда за войната в Украйна, както и за невярна информация за природния газ и газовите доставки. Въпреки атаките срещу Волгин и "Политически НЕкоректно", СЕМ така и не открива нарушение на Закона за радио и телевизия и никога не налага санкции нито на водещия, нито на БНР.
През октомври 2023 г. 41 роднини и членове на семействата на жертви на комунистическия режим завеждат колективен иск срещу Волгин. Поводът е неговото изказване, че е „достатъчно да погледаш само десетина минути някой нахален и неумен богаташ като Хампарцумян, за да разбереш защо е трябвало да има Народен съд“. Във връзка със същото изказване са образувани и индивидуални дела срещу журналиста. В края на 2023 г. Петър Волгин печели на първа инстанция делото, заведено срещу него от Ц.Г., която е осъдена да му плати 1200 лв.
През декември 2023 г. Програмният съвет на БНР взима решение записаното интервю на Волгин с посланичката на Русия в България да не бъде излъчено заради неспазване на журналистическите стандарти. В специална декларация, разпространена в деня преди излъчването на интервюто, съпредседателят на ДПС Делян Пеевски остро възразява срещу предстоящото излъчване и "настоява СЕМ и другите регулаторни органи да се самосезират, за да не се допусне "подобна провокация" в национален ефир". Спирането на интервюто предизвиква реакции на политици, анализатори и журналисти, повечето от които определят това действие като "класическа цензура". Отчетът на БНР за 2023 г. е приет от СЕМ с критика заради реториката в предаванията на Волгин и разпространяването на дезинформация. Няколко месеца по-късно Волгин казва, че именно цензурата е една от основните причини да влезе в политиката.

### Политическа кариера
Петър Волгин започва заниманията си с политика още като ученик в НГДЕК преди 1989 г. Заедно със своите съученици Атанас Семов и Георги Неделчев се вдъхновяват от идеите за демократизиране на тогавашното общество, свързани с преустройството и гласността в СССР. Правят Табло на гласността в Класическата гимназия, на която слагат преводни текстове от съветски издания, както и свои текстове, в които се настоява за радикално преустройство на обществото. През 1987 г. ДС започва разработка срещу Волгин под кодовото название „Ревизионист“. Това е направено, след като на службите става ясно какво е говорил Волгин на комсомолската конференция в НГДЕК. Там той настоява за уважение към религиозните чувства на гражданите, за създаването и на други младежки организации извън ДКМС, за отваряне на архивите, съдържащи материали, свързани с култа към личността, за правото на свободно събиране и демонстрации. През 1988 г. Петър Волгин е задържан от служители на ДС при изписването на лозунга „Гюргево -не!“ на стената на Военното издателство в София. Той прави това в знак на протест срещу бездействието на комунистическите власти след обгазяването на Русе от румънския град Гюргево.
Петър Волгин продължава с дисидентската си дейност и в казармата. Подкрепя идеята на Атанас Семов за създаването на нелегална организация в армията, която да работи за демократизирането на България. Тайните служби скоро разбират за дейността им и през март 1989 г. двамата са арестувани. Повдигнати са им обвинения по чл.107, 108 и 273 от НК за „подривна дейност в армията и престъпления срещу социализма“. Двамата не попадат в затвора, единствено благодарение на намесата на ген. Атанас Семерджиев, който тогава е началник-щаб на армията.
Понеже през годините Волгин често изказва мнението си по важни процеси в обществото, често се появяват предположения, че ще се включи в политиката. В предаванията и текстовете си той защитава правата на хората на наемния труд и призовава за по-активна социална политика на държавата. Заради тези му позиции редица наблюдатели смятат, че той ще се включи в създаването на нова радикална лява партия. Ето каква казва самият той: „Прилагателното „радикален“ произхожда от латинската дума radix, която означава „корен“, „начало“. В този смисъл радикална е онази левица, която прави това което и всички леви партии и движения през последните 150-200 години, бори се за правата на всички хора, които разчитат на труда си, а не на наследствени привилегии.“ Задълбочаващата се идейна и организационна криза в БСП прави все по-популярно виждането, че е необходима нова лява партия с „евентуални водещи идеолози лица като политолога Иво Христов, журналистите Петър Волгин и Александър Симов“. След успеха на радикално лявата „Сириза“ на парламентарните избори в Гърция, се заговори, че Волгин ще прави аналогично движение в България.
Успоредно със защитата на левите идеи, Петър Волгин постоянно говори и пише за необходимостта от връщане правата на националната държава, за това, че важните решения за страната трябва да бъдат вземани в София, а не в чужди столици. Именно заради това се появяват предположения, че той може да застане начело на нова или вече съществуваща националистическа организация.
В началото на месец април 2024 г. множество структури на „Възраждане“ из цялата страна номинират Петър Волгин за кандидат за евродепутат на предстоящите европейски избори. Той е включен на второ място в листата на партията. На изборите за Европейски парламент, които се провеждат на 9 юни 2024 г., Волгин получава най-високия преференциален вот, регистриран до този момент в България - 71 224 гласа. Заедно с другите двама евродепутати от „Възраждане“ Станислав Стоянов и Рада Лайкова става член на най-новата парламентарна група „Европа на суверенните нации“.
В Европейския парламент Волгин е говорител на новосформираната група „Европа на суверенните нации“, от която е част.

## Личен живот
Волгин е женен за Даниела Големинова, водеща в обедното предаване на програма „Хоризонт“ „12+3“. Двамата имат две деца – Теа и Александър.

## Награди
- Носител на наградата „Сребърна вълна“ на Медийния фестивал в Албена през 2000 г. за най-добро радиопредаване – „Без контрол“
- Носител на наградата „Сребърна вълна“ на Медийния фестивал в Албена през 2003 г. за най-добро радиопредаване – „Дим над водата“
- Носител на наградата за радиожурналистика „Сирак Скитник“ за 2003 г.
- Носител на приза „Номер 1“ на програма „Хоризонт“ на БНР през 2013, 2014 и 2015 г.
- Носител на наградата „Златен глас“ на името на Надежда Дженева през 2014 г.
- Носител на наградата на Сдружението на испаноговорещите журналисти в България в категорията „За професионална и гражданска етика“ през 2016 г.
- Носител на наградата „Златно перо“ на СБЖ за принос към българската журналистика през 2020 г.